# Gabinet del Japó

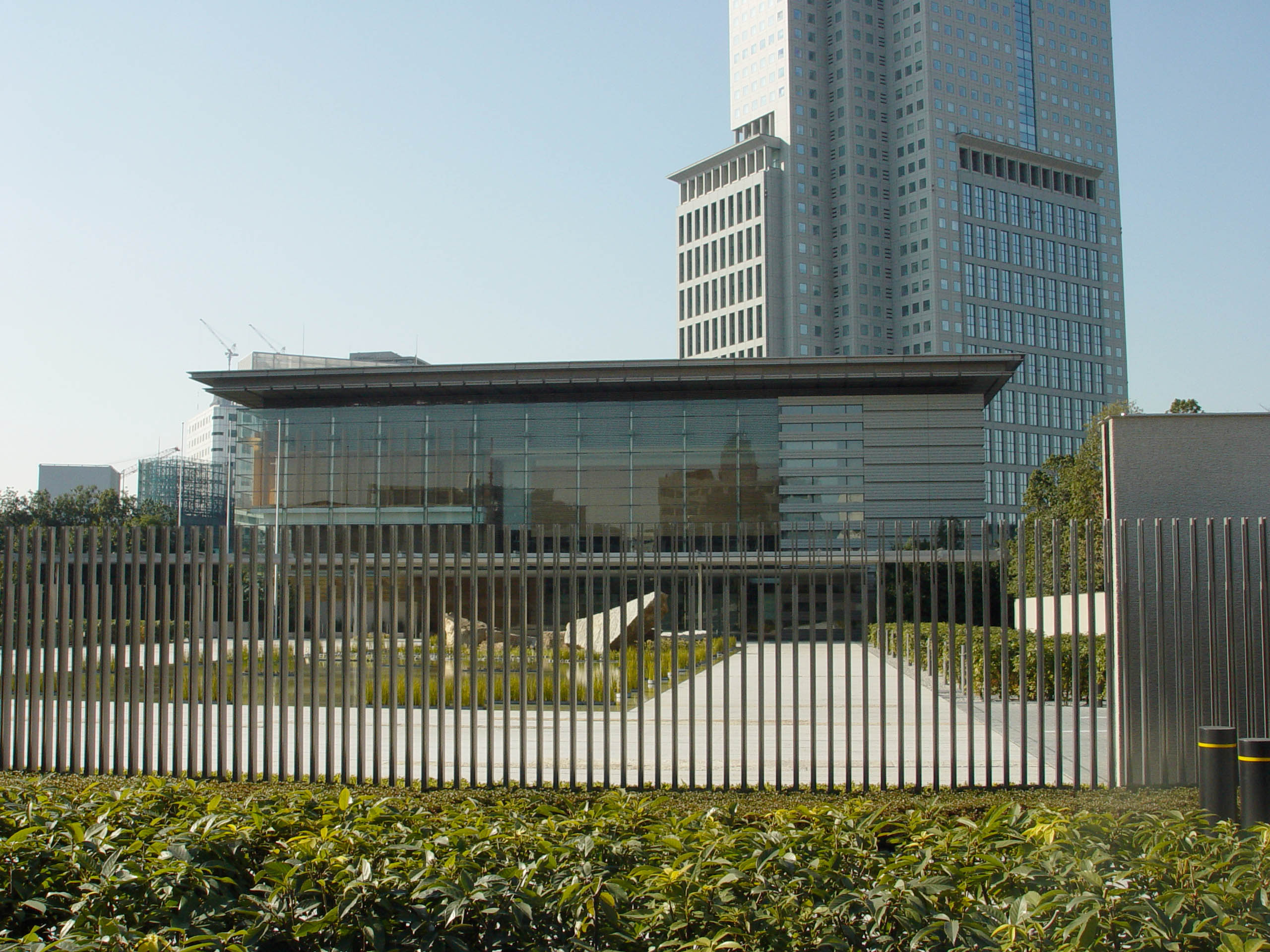
Residència oficial del primer ministre del Japó.

El Gabinet del Japó (内閣, Naikaku) és la branca executiva del govern del Japó. El formen el Primer Ministre i 14 Ministres d'Estat. El Primer Ministre és designat per la Dieta i la resta de membres són designats i destituïts pel Primer Ministre. El Gabinet té responsabilitat col·lectiva davant de la Dieta i ha de dimitir si prospera una moció de censura en la Cambra de Representants.
El Gabinet del Japó modern fou establert per la Constitució del Japó que entrà en vigor l'any 1947. L'actual constitució indica explícitament que el poder executiu més alt resideix en el Gabinet, superior al de l'Emperador. En el si de la Constitució de Meiji, des del 1889 fins al 1947, el Gabinet fou subordinat a l'Emperador.

## Designació
Els Ministres d'Estat són escollits després de la designació del Primer Ministre. El Gabinet ha d'estar constituït per una majoria de membres de la Dieta, tot i que aquests poden ser membres de qualsevol de les dues cambres. Tots els membres del Gabinet han de ser civils. Segons la Llei del Gabinet del 2001, el nombre de Ministres d'Estat no pot excedir catorze. Aquesta limitació pot augmentar fins a setze si existeix una necessitat especial. En cas que el Gabinet dimiteixi de forma col·lectiva, segueix executant les seves funcions fins a la designació d'un nou Primer Ministre. No es pot iniciar accions legals contra un Ministre d'Estat durant l'exercici del seu càrrec sense el consentiment del Primer Ministre.
El Gabinet ha de dimitir col·lectivament en qualsevol dels següents casos:
- Quan prospera una moció de censura o quan no prospera una moció de confiança en la Cambra de Representants; excepte en el cas en què es produeixi una dissolució de la Cambra en un termini de deu dies.
- Quan la Dieta convoca unes eleccions generals per la Cambra dels Representants.
- Quan el càrrec de Primer Ministre queda vacant, o el Primer Ministre anuncia la seva intenció de dimitir.

## Poders
El Gabinet disposa de dues classes de poders. Alguns d'ells els exerceix l'Emperador de forma nominal amb "el consell i l'aprovació" del Gabinet, mentre que d'altres són exercits explícitament pel Gabinet. En la pràctica, gran part de l'autoritat del Gabinet recau en el Primer Ministre. Segons la constitució, el Primer Ministre exerceix "el control i la supervisió" del poder executiu, i cap llei del Gabinet pot entrar en vigor sense la seva firma. Tot i que els ministres d'altres règims parlamentaris disposen de certa llibertat d'actuació, el Gabinet del Japó és efectivament una extensió de l'autoritat del Primer Ministre.
Cada llei o ordre de Gabinet és firmada pel ministre pertinent i avalada pel Primer Ministre.

### Poders exercits a través de l'Emperador
- Convocatòria de la Dieta.
- Dissolució de la Cambra de Representants.
- Proclamació d'elecciones generals.
- Concessió d'honors.

### Poderes explícits
- Execució de la llei.
- Dirigir la política exterior.
- Conclusió de tractats (amb el consentiment de la Dieta).
- Administració del servei civil.
- Elaboració del pressupost (que ha de ser aprovat per la Dieta).
- Concessió d'amnistia general, amnistia especial, commutació de penes, indult i restauració de drets.
- Designació dels magistrats del Tribunal Suprem, amb l'excepció del President del Tribunal Suprem, que és designat pel Primer Ministre i designat formalment per l'Emperador.
- Designació de viceministres, que són nomenats pel ministre corresponent.